# Hans Kohn (Historiker)
Hans Kohn (geboren 15. September 1891 in Prag, Österreich-Ungarn; gestorben 16. März 1971 in Philadelphia) war ein Philosoph und Historiker. Er gilt neben Carlton J. Hayes als Mitbegründer der akademischen Nationalismusforschung. Sein Werk The Idea of Nationalism von 1944 zählt auch heute noch zur Standardliteratur zu diesem Thema.

## Leben
Während des Ersten Weltkrieges war Hans Kohn seit dem März 1915 als Kriegsgefangener fünf Jahre in Russland interniert. In den folgenden Jahren lebte er in Paris und London. Dort arbeitete und schrieb er für zionistische Organisationen. 1923 wurde er promoviert. Er arbeitete als Korrespondent der Frankfurter Zeitung und der Neuen Zürcher Zeitung.
1925 übersiedelte Kohn nach Palästina und übernahm eine leitende Stellung beim Keren HaYesod. Allerdings zeigte sich, dass seine ethischen Ideale und die „Realpolitik“ vieler Zionisten nicht zusammenpassten, wie Kohn in seinen Briefen an seinen Freund Martin Buber darlegte. 1929 erklärte Kohn schließlich in einem „Judentum ist nicht Zionismus“ überschrieben Brief an Berthold Feiwel den Rücktritt von seinem Amt im Keren HaYesod.
1934 wanderte Kohn mit seiner Frau in die USA aus. Dort unterrichtete er Neue Geschichte am Smith College in Northampton, Massachusetts. Von 1948 bis 1961 unterrichtete er am City College of New York. Er lehrte auch an der New School for Social Research, Harvard Summer School. Durch Briefe und Treffen verband ihn eine Freundschaft mit anderen Denkern, unter anderen mit den Schriftstellern Felix Weltsch, Max Brod und Hugo Bergman aus dem Prager Kreis sowie mit Martin Buber und Robert Weltsch.
Kohn war ein prominenter Führer von Brit Shalom, das eine binationale Lösung zur Förderung des Zusammenlebens von Juden und Arabern im Mandatsgebiet Palästina befürwortete.
Kohn schrieb zahlreiche Bücher vor allem über Nationalismus, Panslawismus und die jüdische Religion. Er war ein früher Mitarbeiter des Foreign Policy Research Institute in Philadelphia, wo er 1971 starb.

## Veröffentlichungen (Auswahl)
- Nationalismus. Über die Bedeutung des Nationalismus im Judentum und in der Gegenwart (Wien 1922).
- Sinn und Schicksal der Revolution (Wien 1923).
- Die politische Idee des Judentums (München 1924).
- gemeinsam mit Robert Weltsch: Zionistische Politik (Mährisch-Ostrau 1927).
- Geschichte der nationalen Bewegung im Orient (Berlin 1928).
- Martin Buber, sein Werk und seine Zeit (Dresden 1930) (Neuauflage, von Robert Weltsch fortgeführt: Düsseldorf 1961).
- Nationalismus und Imperialismus im Vorderen Orient (Frankfurt/M. 1931).
- Der Nationalismus in der Sowjetunion (Frankfurt/M. 1962).
- Die Europäisierung des Orients (Berlin 1934).
- Als Herausgeber: Russen – Weissrussen – Ukrainer. Fischer Bücherei, Frankfurt am Main 1962.
- Die Idee des Nationalismus. Ursprung und Geschichte bis zur Französischen Revolution (Frankfurt/M. 1962).
- Wege und Irrwege. Vom Geist des deutschen Bürgertums (Düsseldorf 1962).
- Bürger vieler Welten. Ein Leben im Zeitalter der Weltrevolution (Frauenfeld 1965).

Dazu kommen zahlreiche auf Englisch geschriebene Werke.